# Канблай, Эрнст
Эрнст Канблай (нем. Ernst Cahnbley; 3 сентября 1875 года, Гамбург — 16 марта 1936 года, Вюрцбург) — немецкий виолончелист. Сын композитора и дирижёра Августа Канблая, брат Макса Канблая, муж певицы Тилли Канблай-Хинкен.
Первоначально учился игре на фортепиано, сперва в Гамбурге у своего дяди Фердинанда Канблая, затем в 1887—1890 гг. в Берлине у Эмиля Бреслаура. Затем, перейдя на виолончель, учился в Гамбургской консерватории (в том числе у Макса Айзенберга, Карла Армбрустера и Арнольда Круга), а также, частным порядком, у Хуго Беккера. C 1895 года играл в оркестрах Юлиуса Лаубе в Гамбурге, Оркестре Кайма в Мюнхене, а также в Ганновере, Риге, Санкт-Петербурге. В 1901—1909 гг. в Дортмунде. С 1909 г. работал в Вюрцбурге, в том числе как профессор консерватории; среди его учеников были Макс Бальднер и Альфред Зааль.
В 1905 г. вошёл в состав струнного квартета, созданного Германом Риттером для популяризации изобретённых им разновидностей инструментов, и играл на так называемой итал. viola bassa. Выступал также в составе фортепианного трио с Германом Цильхером и Адольфом Ширингом и в Дармштадтском струнном квартете (первая скрипка Анри Марто). Как пианист аккомпанировал своей жене. Автор ряда сочинений для своего инструмента и песен, написанных для жены.